# Aeroportul Ormara
Aeroportul Ormara (IATA: ORW, ICAO: OPOR) este un aeroport din Baluchistan⁠(d), Pakistan.
Situat la o altitudine de 3 m, aeroportul dispune de o singură pistă. Este operat de Pakistan Civil Aviation Authority⁠(d).